# Józef Zawadzki (lekarz)

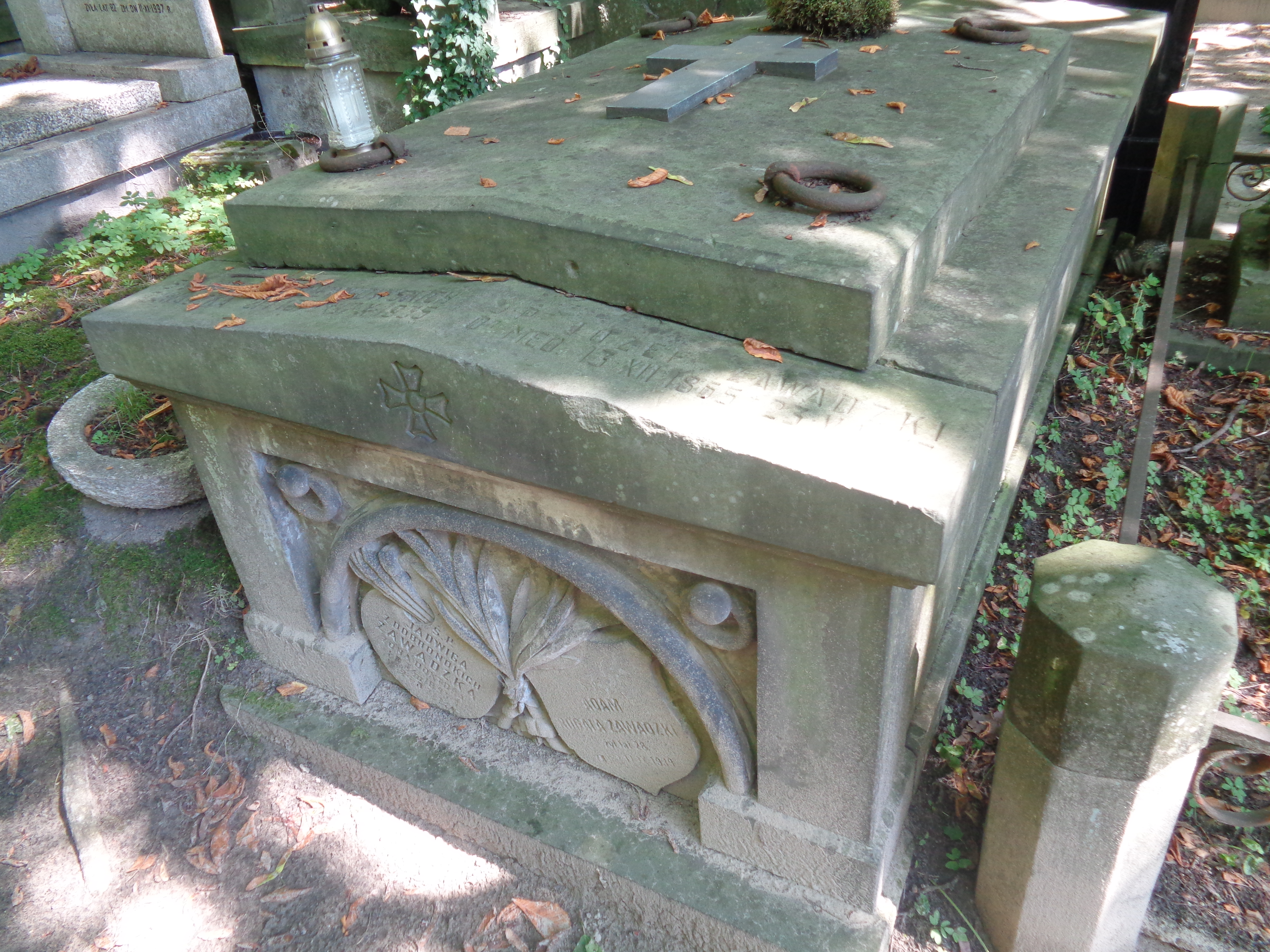
Grób Józefa Zawadzkiego na cmentarzu Powązkowskim

Józef Zawadzki (ur. 13 grudnia 1865 w Warszawie, zm. 23 maja 1937 tamże) – polski lekarz, działacz samorządowy i lekarski.

## Życiorys
Urodził się 13 grudnia 1865 w Warszawie, w rodzinie Jana Gustawa, sędziego Trybunału Cywilnego, i Heleny Rozalii z Naimskich. Uczęszczał do szkół w Łomży i Warszawie. W 1884 ukończył II Gimnazjum w Warszawie. Pochodził z rodziny o tradycjach patriotycznych, której członkowie zajmowali się m.in. rannymi powstańcami styczniowymi. Miało to wpływ na wybór kierunku studiów – medycyny na Uniwersytecie Warszawskim. Studia ukończył w 1889 ze stopniem lekarza cum eximia laude. Odbył potem praktykę w pierwszym europejskim pogotowiu ratunkowym w Wiedniu (1890), co zainspirowało go do działań w kierunku uruchomienia podobnej instytucji w Warszawie. Doszło do tego w 1897, we współpracy finansowej z hrabią Konstantym Przeździeckim (i jego bratem, Gustawem) – pogotowie warszawskie było trzecim na ziemiach polskich, po krakowskim i lwowskim. Te same dwie osoby powołały też do życia w Warszawie Towarzystwo Ochrony Kobiet (1900). Sam Zawadzki był natomiast twórcą Kasy Pożyczkowo-Oszczędnościowej Lekarzy. Był inicjatorem powołania w 1930 Polskiego Komitetu do Spraw Ratownictwa, którego celem było rozwijanie idei ratownictwa i koordynowanie akcji ratowniczych na terenie całej Polski.
Od 1916 był radnym Warszawy, a w latach 1918–1919 jej wiceprezydentem. Do śmierci pełnił funkcje wiceprezesa miejskiej Komisji Rewizyjnej. Działał w Związku Miast Polskich od zjazdu założycielskiego (19–21 listopada 1917). Był sekretarzem pierwszego zarządu (tymczasowego). W 1920 i w latach 1934–1935 był wiceprezesem Związku, a w latach 1922–1927 pełnił funkcję p.o. prezesa. Pozostawał też członkiem Zarządu Międzynarodowego Związku Miast (Bruksela). Brał udział w konferencjach międzynarodowych (Paryż, Düsseldorf, Monachium, Berno, Bruksela – publikował obszerne sprawozdania z tych spotkań). Wykładał w warszawskiej Szkole Nauk Politycznych. 
Został pochowany na cmentarzu Powązkowskim w Warszawie (kwatera 30 wprost-2-11).

## Ordery i odznaczenia
- Krzyż Oficerski Orderu Odrodzenia Polski (30 kwietnia 1925)[6]
- Krzyż Komandorski Orderu Korony Rumunii (Rumunia, 1922)[2]

## Publikacje
Był autorem podręczników:
- Zasady opieki społecznej,
- Zarys gospodarczej polityki komunalnej[1].